# Лямпушка
Лямпушка (Ляписке; якут. Лээпискэ өрүс) — река в Восточной Сибири. Длина реки — 299 км, площадь водосборного бассейна — 10 300 км². Впадает в реку Лену в 1057 км от её устья по правому берегу.
Протекает в центральной Якутии по территории Кобяйского улуса. Исток находится на западных склонах Кельтерского хребта на высоте больше 1245 м над уровнем моря. Течёт на запад.

## Притоки
(расстояние от устья)
- 73 км — река Буруолах (лв)
- 86 км — река Муосучан (Сытыган) (лв)

## Данные водного реестра
По данным государственного водного реестра России и геоинформационной системы водохозяйственного районирования территории РФ, подготовленной Федеральным агентством водных ресурсов:
- Бассейновый округ — Ленский;
- Речной бассейн — Лена;
- Речной подбассейн — Лена ниже впадения Вилюя до устья;
- Водохозяйственный участок — Лена от впадения Вилюя до водомерного поста гидрометеорологической станции Джарджан.